# Eupithecia swettii
Eupithecia swettii är en fjärilsart som beskrevs av Grossbeck 1907. Eupithecia swettii ingår i släktet Eupithecia och familjen mätare. Inga underarter finns listade i Catalogue of Life.